# Section de Marat
La section de Marat, dite aussi section du Théâtre-Français ou section de Marseille, était, sous la Révolution française, une section révolutionnaire parisienne.

## Représentants
Elle était représentée à la Commune de Paris par :
- Denis Étienne Laurent, né à Paris le 12 janvier 1761 , demeurant 13 rue Gît-le-Coeur. Officier municipal, il est guillotiné le 10 thermidor an II.
- Antoine Simon (1736-1794), cordonnier et gardien de Louis XVII à la prison du Temple, il demeure 32 rue Marat. Il est guillotiné le 10 thermidor an II.
- Jacques-Louis Warmé, né à Paris en 1765, demeurant 10 rue de l'Hirondelle. Il fut successivement commis aux Domaines, employé à la deuxième division de la Guerre, section des étapes (en mars 1794), employé à la commission du commerce et des approvisionnements. En mars 1794, il était secrétaire de l'Assemblée générale de la section Marat et fut guillotiné le 10 thermidor an II.

## Historique
Cette section se nomma « section du Théâtre-Français », puis « section de Marseille » en août 1792. En août 1793, elle prit le nom de « section de Marseille et Marat » et à partir de pluviôse an II, « section de Marat » tout court. En pluviôse an III, elle reprit son nom primitif de « section du Théâtre-Français ».

## Territoire
Secteur entre l’École de médecine et le théâtre de l'Odéon. 

## Limites
Les rues de : rue de Condé, rue des Fossés-Saint-Germain et Dauphine, à droite, depuis la rue de Vaugirard jusqu'au Pont-Neuf ; le quai des Augustins, du Pont-Neuf, à la rue du Hurepoix ; la rue du Hurepoix des deux côtés ; la place du Pont-Saint-Michel à droite, la rue de la Boucherie et la rue de la Harpe, à droite, jusqu'à la place Saint-Michel ; le côté de la place Saint-Michel, à droite, en retour sur la rue des Francs-Bourgeois, aussi à droite : la rue de Vaugirard, à droite, jusqu'à la rue de Condé.

## Intérieur
Les rues des Augustins, Christine, de Savoie, Pavée, Gît-le-Cœur, de l'Hirondelle, Saint-André-des-Arts, Cour du Commerce, rues de l'Éperon, du Paon, du Jardinet, Mignon, des Poitevins, du Cimetière-Saint-André, Hautefeuille, des Cordeliers, de Mâcon, Percée, Poupée, Serpente, des Deux-Portes, Pierre-Sarrazin, de Touraine, de l'Observance, des Fossés-Monsieur-le-Prince, des Francs-Bourgeois, de Condé, du Théâtre-Français ; le Théâtre Français et les rues qui y aboutissent, etc. ; et généralement tous les rues, culs-de-sac, places, etc., enclavés dans cette limite.

## Local
La section de Marat se réunissait, en 1792, dans l’Église Saint-André-des-Arts, située sur l'actuelle place du même nom, et qui fut détruite peu de temps après.

## Population
14 400 habitants, dont 2 200 ouvriers et 850 économiquement faibles. La section comprenait 1 700 citoyens actifs.
Rapport d’Edme-Bonaventure Courtois :

« Malgré les efforts de Laurent et de Warmé qu’elle fait arrêter par le comité révolutionnaire, elle (la section) refuse de reconnaître la commune rebelle et envoie à la Convention des canons et des troupes pour la défendre. Elle allait partir en masse pour la Convention pour la féliciter de son énergie : Léonard Bourdon arrive. Il la harangue, l’invite à retarder sa visite à raison des grands objets que la Convention traite et à faire passer aux Comités du Salut public et de sûreté générale des renseignements sur les membres de la section qui n’auraient pas sa confiance. “Incessamment (ajoute-t-il) les précieux restes du martyr Marat vont être transférés au Panthéon, ce qui n’a été retardé jusqu’à présent que par la basse jalousie de Robespierre.”
Le comité révolutionnaire, quoique composé d’hommes voués à Robespierre, s’est néanmoins conduit d’une manière louable. »

## Membres célèbres
- Georges Danton ;
- Camille Desmoulins ;
- Jean-Paul Marat ;
- Antoine-François Momoro ;
- Léonard Bourdon ;
- Pâris dit Fabricius.

## 9 Thermidor an II
Lors de la chute de Robespierre, le 9 thermidor an II, la section de Marat soutint la Convention nationale  ; seuls les trois représentants prêtèrent serment à la Commune de Paris.

## Évolution
Après le regroupement par quatre des sections révolutionnaires par la loi du 19 vendémiaire an IV (11 octobre 1795) qui porte création de 12 arrondissements, la présente section est maintenue comme subdivision administrative, puis devient, par arrêté préfectoral du 10 mai 1811, le quartier de l'École-de-Médecine (11e arrondissement de Paris).